# Conservatorul din Paris
Conservatorul din Paris este un colegiu de muzică și dans fondat în 1795. În prezent cunoscut sub numele de Conservatoire national supérieur de musique et de danse de Paris (CNSMDP), este situat pe bulevardul Jean Jaurès în districtul 19 din Paris, Franța. Conservatorul oferă instrucțiuni în muzică și dans, bazându-se pe tradițiile „Școlii franceze”. Fostul conservator a inclus și drama, dar în 1946 acea divizie a fost mutată într-o școală separată, Conservatoire national supérieur d'art dramatique (CNSAD), pentru actorie, teatru și dramă. Astăzi, conservatoarele funcționează sub auspiciile Ministerului Culturii și Comunicării și sunt membri asociați ai PSL Research University. CNSMDP este, de asemenea, asociat cu Conservatoire national supérieur de musique et de danse de Lyon (CNSMDL)

## Istorie
La 3 decembrie 1783, Papillon de la Ferté, intendentul Menus-Plaisirs du Roi, a propus ca Niccolò Piccinni să fie numit director al unei viitoare École royale de chant (Royal School of Singing). Școala a fost instituită printr-un decret din 3 ianuarie 1784 și deschisă la 1 aprilie cu compozitorul François-Joseph Gossec în calitate de director provizoriu. Piccinni a refuzat conducerea, dar a intrat la facultate ca profesor de canto. Noua școală a fost amplasată în clădiri adiacente Hôtel des Menus-Plaisirs, la intersecția rue Bergère și rue du Faubourg Poissonnière. În iunie, a fost adăugată o clasă în declamare dramatică, iar numele a fost modificat la École royale de chant et de déclamation.

## Institutul Național de Muzică
În 1792, Bernard Sarrette a creat École gratuite de la garde nationale, care în anul următor a devenit Institut national de musique. Acesta din urmă a fost instalat și în facilitățile fostelor Menus-Plaisirs de pe rue Bergère și a fost responsabil pentru pregătirea muzicienilor pentru formațiile Gărzii Naționale, care cereau foarte mult întâlnirile enorme, populare în aer liber, puse de guvernul revoluționar după Regatul Terorii.

## Fondarea Conservatorului
La 3 august 1795, guvernul a combinat École royale cu Institut national de musique, creând Conservatoire de musique sub conducerea Sarrette. Organizația combinată a rămas în instalațiile de pe strada Bergère. Primii 351 de elevi și-au început studiile în octombrie 1796. 
Până în 1800, personalul Conservatorului a inclus unele dintre cele mai importante nume din muzica din Paris, incluzând, pe lângă Gossec, compozitorii Luigi Cherubini, Jean-François Le Sueur, Étienne Méhul și Pierre-Alexandre Monsigny, precum și violinii Pierre Baillot, Rodolphe Kreutzer și Pierre Rode.

## Bibliotecă
Biblioteca originală a fost creată de Sarrette în 1801. După construcția sălii de concerte, biblioteca s-a mutat într-o cameră mare deasupra vestibulului de la intrare. În anii 1830, Berlioz a devenit curator part-time în biblioteca Conservatorului și a fost bibliotecar din 1852 până la moartea sa în 1869, dar nu a ocupat niciodată funcția de profesor. A fost reușit ca bibliotecar de Félicien David.

## Restaurare
Sarrette a fost demis la 28 decembrie 1814, după restaurarea Bourbon, dar a fost repus la 26 mai 1815, după revenirea lui Napoleon la putere în timpul celor Sute de Zile. Cu toate acestea, după căderea lui Napoleon, Sarrette a fost în cele din urmă obligat să se retragă la 17 noiembrie. [12] Școala a fost închisă în primii doi ani ai restaurării Bourbon, în timpul domniei lui Ludovic XVIII, dar a fost redeschisă în aprilie 1816 ca École royale de musique, cu François-Louis Perne ca director. [4] În 1819, François Benoist a fost numit profesor de organă. [9]
Probabil cel mai cunoscut director în secolul al XIX-lea a fost Luigi Cherubini, care a preluat la 1 aprilie 1822 și a rămas la conducere până la 8 februarie 1842. Cherubini a menținut standarde ridicate, iar personalul său a inclus profesori precum François-Joseph Fétis, Habeneck, Fromental Halévy, Le Sueur, Ferdinando Paer și Anton Reicha.
Cherubini a fost succedat de Daniel-François-Esprit Auber în 1842. Sub Auber, profesorii de compoziție au inclus Adolphe Adam, Halévy și Ambroise Thomas; profesorii de pian, Louise Farrenc, Henri Herz și Antoine François Marmontel; profesori de vioară, Jean-Delphin Alard și Charles Dancla; și profesori de violoncel, Pierre Chevillard și Auguste Franchomme. 
În 1852, Camille Urso, care a studiat cu Lambert Massart, a devenit prima femeie studentă care a câștigat un premiu la vioară.

## Muzeul instrumentelor
Muzeul Conservatorului de Instrumente, fondat în 1861, a fost format din colecția de instrumente a lui Louis Clapisson.  Istoricul muzicii franceze Gustave Chouquet a devenit curatorul muzeului în 1871 și a făcut mult pentru extinderea și modernizarea colecției.

## Războiul franco-prusac și a treia republică
În războiul franco-prusac, în timpul asediului Parisului (septembrie 1870 - ianuarie 1871), Conservatorul a fost folosit ca spital. La 13 mai 1871, a doua zi după moartea lui Auber, liderii comunei de la Paris l-au numit pe Francisco Salvador-Daniel ca director - totuși Daniel a fost împușcat și ucis zece zile mai târziu de trupele armatei franceze. El a fost înlocuit de Ambroise Thomas, care a rămas în funcție până în 1896. Conducerea mai degrabă conservatoare a lui Thomas a fost puternic criticată de mulți dintre studenți, în special de Claude Debussy. [4]
În această perioadă, César Franck a fost în mod evident profesorul de organe, dar a fost de fapt cursuri de compoziție. La cursurile sale au participat mai mulți studenți care urmau să devină compozitori importanți, printre care Ernest Chausson, Guy Ropartz, Guillaume Lekeu, Charles Bordes și Vincent d'Indy. [4]
Théodore Dubois i-a succedat lui Thomas după moartea acestuia din urmă în 1896. Profesorii au inclus Charles-Marie Widor, Gabriel Fauré și Charles Lenepveu pentru compoziție, Alexandre Guilmant pentru orgă, Paul Taffanel pentru flaut și Louis Diémer pentru pian.

## Gabriel Fauré
Lenepveu trebuia să-i succede lui Dubois ca director, dar după „Affaire Ravel” din 1905, profesorul Ravel, Gabriel Fauré, a devenit director. Le Courrier Musical (15 iunie 1905) a scris: „Gabriel Fauré este un gânditor independent: adică, putem să ne așteptăm mult de la el, și cu bucurie îl salutăm pe acesta.” [16]
Fauré a numit reprezentanți de perspectivă (precum Debussy, Paul Dukas și André Messager) în consiliul de conducere, au slăbit restricțiile la repertoriu și au adăugat dirijamente și istorie muzicală la cursurile de studiu. Studenții compoziției lui Widor în această perioadă i-au inclus pe Darius Milhaud, Arthur Honegger și Germaine Tailleferre. Alți studenți au inclus Lili Boulanger și Nadia Boulanger. Nou pentru personal au fost Alfred Cortot pentru pian și Eugène Gigout pentru orgă.

## Era modernă
Conservatorul s-a mutat la facilitățile din 14 rue de Madrid în 1911.
Henri Rabaud a reușit Fauré în 1920 și a servit până în 1941. Elevii notabili au fost Olivier Messiaen, Jean Langlais și Jehan Alain. Personalul a inclus Dukas și Jean Roger-Ducasse pentru compoziție, Marcel Dupré pentru orgă, Marcel Moyse pentru flaut și Claire Croiza pentru cântare.
Claude Delvincourt a fost director din 1941 până la moartea sa tragică într-un accident de automobile din 1954. Delvincourt a fost un administrator progresiv, adăugând clase de clavecin, saxofon, percuție și Ondes Martenot. Personalul a inclus Milhaud pentru compoziție și Messiaen pentru analiză și estetică. În 1946, artele dramatice au fost transferate într-o instituție separată (CNSAD). Delvincourt a fost succedată de Dupré în 1954, Raymond Loucheur în 1956, Raymond Gallois-Montbrun în 1962, Marc Bleuse în 1984 și Alain Louvier în 1986. Planuri de mutare a Conservatorului de Muzică și Dans în facilități mai moderne din Parc de la Villette au fost inițiate sub Bleuse și finalizate sub Louvier. S-a deschis ca parte a Cité de la Musique în septembrie 1990.
În prezent, conservatoarele formează peste 1.200 de studenți în programe structurate, cu 350 de profesori în nouă departamente.

## CNSAD
Conservatoire national supérieur d'art dramatique (CNSAD) (Conservatorul național superior de arte dramatice) este conservatorul pentru actorie, dramă și teatru, cunoscut prin acronimul său CNSAD. Este situat în clădirea istorică originală a Conservatoire de Paris, pe rue du Conservatoire de la rue Sainte-Cécile, în cartierul 9 din Paris. Spectacolele publice gratuite ale studenților de la CNSAD sunt oferite frecvent în teatrul Conservatorului.

## CNSMDP
The Conservatoire national supérieur de musique et de danse de Paris (CNSMDP) (Conservatorul național superior de muzică și dans din Paris) este un conservator separat pentru muzică și dans. Guvernul francez și-a construit noul campus în arondismentul 19 din Paris. A fost proiectat de Christian de Portzamparc.
Orga de la fața locului a fost construită în 1991 de firma austriacă Rieger Orgelbau. Are 53 de opriri pe 3 manuale si pedale. O orgă mai mare de peste 7.000 de țevi cu 91 de opriri a fost realizată în 2015 de aceeași companie pentru sala simfonică a Filarmonicii din Paris din apropiere.

## Émilie Delorme
După mai bine de două secole de directori de sex masculin, Émilie Delorme, directorul Festivalului Aix-en-Provence, timp de un deceniu, a fost numită prima directoare a femeilor conservatoare la 14 decembrie 2019.